# Hermann Bauer (Politiker, 1884)
Hermann Bauer (* 12. Januar 1884 in Deutenheim bei Scheinfeld; † 13. April 1960 in Büderich) war ein deutscher Pädagoge und Politiker.

## Leben
Hermann Bauer, evangelisch, besuchte nach der Elementarschule das Progymnasium in Windsbach und absolvierte am Gymnasium St. Anna in Augsburg das Abitur. An den Universitäten in München und Straßburg studierte er Philologie und Volkswirtschaft. In seiner Münchener Zeit wurde er Mitglied der Studentenverbindung Münchener Wingolf. Nach bestandenem Staatsexamen (Lehramtsexamen) wurde er vom 8. Januar 1913 bis zum Ende des Schuljahres dem Maximiliansgymnasium München als geprüfter Lehramtskandidat zur Unterrichtsaushilfe zugewiesen.
Bei Kriegsbeginn, 1914 trat er als Leutnant der Reserve ins 10. Bayerische Infanterie-Regiment ein und wurde mit dem Eisernen Kreuz II. Klasse ausgezeichnet.

### Lehrtätigkeit
Nach Kriegsende unterrichtete Bauer kurze Zeit am Progymnasium in Pasing, im Schuljahr 1918/19 (ab 5. April 1919) als Fachlehrer für Geschichte und Geographie am Wilhelmsgymnasium in München und ab dem Schuljahr 1919/20 hier als Klassleiter in der Unterstufe das Fach Naturkunde. Als Privatlehrer bereitete er im Auftrag des Kronprinzen Rupprecht von Bayern dessen Sohn, den bayerischen Erbprinzen Albrecht, auf die Abiturprüfung Ostern 1924 am Wilhelmsgymnasium vor. Mit Wirkung vom 1. Januar 1934 wurde er als Studienprofessor ans Maximiliansgymnasium versetzt.

### Politische Laufbahn
Zunächst trat Bauer der Thule-Gesellschaft bei, die 1917 unter dem Vorsitz von Rudolf von Sebottendorf aus dem völkischen Germanenorden hervorgegangen war. 1919 war er Mitbegründer und Vorsitzender der Vereinigung der Vaterländischen Verbände in Bayern‘., 1922 wurde er zu deren Präsident gewählt. Ehrenpräsident dieser Dachorganisation landsmannschaftlicher Vereine, Schützengesellschaften und rechtsgerichteter Organisationen wurde Gustav von Kahr. Als Vertrauensmann der Regierung Kahr besuchte er Hitler in dessen Untersuchungshaft. Außerdem war Bauer Mitglied der Deutschen Volkspartei der Pfalz (DVPdP), 1924–1928 der Deutschnationalen Volkspartei (DNVP) und der Nationalliberalen Landespartei (NL).
1933 trat Bauer in die Deutschnationale Front (DNF) ein. Für die DNVP gehörte er von 1924 bis 1933 dem Bayerischen Landtag an. Bauer behauptete später, Adolf Hitler habe ihm 1933 das Amt des Bayerischen Ministerpräsidenten angedient, er habe dieses Angebot aber aus persönlichen Gründen, er hatte gerade geheiratet, abgelehnt. 1928 warnte er in einer Rede vor dem Landtag vor der drohenden „Invasion nichtarischer Kunst“. Er gehörte zahlreichen Ausschüssen an und 1928 bis 1933 dem Präsidium als 3. Schriftführer.
Nach der Machtergreifung der Nationalsozialisten zog er nach Hachenhausen im Harz, heute ein Ortsteil von Bad Gandersheim, auf das Rittergut Hachenhausen, das seine zweite Frau Katharina Funke, verwitwete Jenssen, 1931 von ihrem Vater Ludwig Jenssen geerbt hatte. Hier bearbeitete er als Landwirt die zugehörigen Flächen.
Am 17. Juli 1944 wurde er – aus unbekannten Gründen – verhaftet, in die Berliner Prinz-Albrecht-Straße und später in das Zellengefängnis Lehrter Straße verbracht. Dank seiner früheren Bekanntschaft mit Adolf Hitler wurde er nach drei Monaten entlassen.
Nach Kriegsende 1945 wurde er Landrat im Landkreis Gandersheim in Südniedersachsen. 1950 trat er der Deutschen Partei bei und kehrte 1951 nach Bayern zurück. Gut Hachenhausen ging 1951 einschließlich der dazu gehörenden landwirtschaftlichen Flächen durch Vorkaufsrecht an die Braunschweigische Siedlungsgesellschaft. Auf Initiative von Heinrich Hellwege wurde Bauer 1953 zum bayerischen Landesvorsitzenden der DP gewählt.